# جيري بيريمان
جيري بيريمان (بالإنجليزية: Gerry Perryman)‏ هو لاعب كرة قدم بريطاني في مركز ظهير ‏، ولد في 3 أكتوبر 1947 في West Haddon ‏ في المملكة المتحدة. لعب مع كولتشستر يونايتد ونادي كوربي تاون ونورثامبتون تاون.